# Tapet

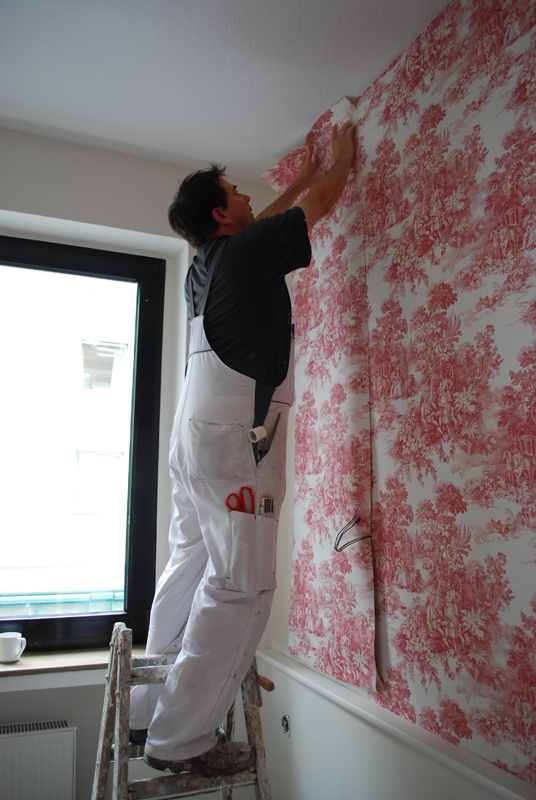
Un om aplicând fâșii de tapet pe un perete

Tapetul este un material din hârtie, PVC, mătase sau pânză cu desene decorative, care se aplică pe pereții interiori ai unei clădiri în loc de zugrăveală.